# Fjädervikt i boxning vid olympiska sommarspelen 1992
Resultat från boxning vid olympiska sommarspelen 1992 och herrarnas fjädervikt. De 30 boxarna vägde under 57 kg. Tävlingarna arrangerades i Pavelló Club Joventut de Badalona i Barcelona.

## Medaljörer
| Klass      | Guld                    | Silver                   | Brons                     |
| Fjädervikt | Andreas Tews · Tyskland | Faustino Reyes · Spanien | Ramaz Paliani · OSS       |
| Fjädervikt | Andreas Tews · Tyskland | Faustino Reyes · Spanien | Hocine Soltani · Algeriet |

## Resultat

### Första rundan
| Vinnare                     | Resultat       | Förlorare                  |
| Första rundan               | Första rundan  | Första rundan              |
| --------------------------- | -------------- | -------------------------- |
| Park Duk-Kyu (KOR)          |                | – BYE                      |
| Sandagsuren Erdenebat (MGL) | 21-4           | Rodrigue Boucka (GAB)      |
| Andreas Tews (GER)          | 9-5            | Kirkor Kirkorov (BUL)      |
| Djamel Lifa (FRA)           | 20-12          | Charlie Balena (PHI)       |
| Hocine Soltani (ALG)        | RSCH-1 (02:31) | Jorge Maglione (ARG)       |
| Carlos Gerena (PUR)         | 20-11          | Narendar Singh Bisth (IND) |
| Steven Chungu (ZAM)         | RSC-2 (00:26)  | Paul Griffin (IRL)         |
| Victoriano Damian (DOM)     | 23-14          | Eddy Sáenz (NCA)           |
| Eddy Suarez (CUB)           | 20-5           | Lee Chil-Gun (PRK)         |
| Mohamed Soltani (TUN)       | 13-8           | Davis Lusimbo (UGA)        |
| Somluck Kamsing (THA)       | 11-9           | Michael Strange (CAN)      |
| Faustino Reyes (ESP)        | 22-10          | Brian Carr (GBR)           |
| Daniel Dumitrescu (ROM)     | RSCH-2 (01:53) | Jamie Nicolson (AUS)       |
| Heritovo Racotomanga (MAD)  | 22-14          | Wasesa Sabuni (SWE)        |
| Ramazan Palyani (EUN)       | 8-4            | Julian Wheeler (USA)       |
| Rogerio Brito (BRA)         | 20-6           | Steven Kevi (PNG)          |

### Andra rundan
| Vinnare                 | Resultat      | Förlorare                   |
| Andra rundan            | Andra rundan  | Andra rundan                |
| ----------------------- | ------------- | --------------------------- |
| Park Duk-Kyu (KOR)      | 13-2          | Sandagsuren Erdenebat (MGL) |
| Andreas Tews (GER)      | 9-4           | Djamel Lifa (FRA)           |
| Hocine Soltani (ALG)    | 23-0          | Carlos Gerena (PUR)         |
| Victoriano Damian (DOM) | 11-9          | Steven Chungu (ZAM)         |
| Eddy Suarez (CUB)       | RSC-2 (02:53) | Mohamed Soltani (TUN)       |
| Faustino Reyes (ESP)    | 24-15         | Somluck Kamsing (THA)       |
| Daniel Dumitrescu (ROM) | 18-8          | Heritovo Racotomanga (MAD)  |
| Ramazan Palyani (EUN)   | 19-2          | Rogerio Brito (BRA)         |

### Kvartsfinaler
| Vinnare               | Resultat      | Förlorare               |
| Kvartsfinaler         | Kvartsfinaler | Kvartsfinaler           |
| --------------------- | ------------- | ----------------------- |
| Andreas Tews (GER)    | 17-7          | Duk-Kyu Park (KOR)      |
| Hocine Soltani (ALG)  | 13-4          | Victoriano Damian (DOM) |
| Faustino Reyes (ESP)  | 17-7          | Eddy Suarez (CUB)       |
| Ramazan Palyani (EUN) | 11-5          | Daniel Dumitrescu (ROM) |

### Semifinaler
| Vinnare              | Resultat    | Förlorare             |
| Semifinaler          | Semifinaler | Semifinaler           |
| -------------------- | ----------- | --------------------- |
| Andreas Tews (GER)   | 11-1        | Hocine Soltani (ALG)  |
| Faustino Reyes (ESP) | 14-9        | Ramazan Palyani (EUN) |

### Final
| Vinnare            | Resultat | Förlorare            |
| Final              | Final    | Final                |
| ------------------ | -------- | -------------------- |
| Andreas Tews (GER) | 16-9     | Faustino Reyes (ESP) |